# Volleybalvereniging Orion 2018-2019 (maschile)
Questa voce raccoglie le informazioni riguardanti il Volleybalvereniging Orion nelle competizioni ufficiali della stagione 2018-2019.

## Organigramma societario
Area direttiva
- Presidente: ?

Area organizzativa
- Team manager: Chris Merkx

Area tecnica
- Allenatore: Martijn van Goeverden
- Secondo allenatore: Mark Roper
- Scoutman: Bas Ernst

Area sanitaria
- Fisioterapista: Alex Drost
- Massaggiatrice: Lara Veenes-Croutch

## Rosa
| N° | Nome             | Ruolo | Data di nascita  | Nazionalità sportiva |
| -- | ---------------- | ----- | ---------------- | -------------------- |
| 1  | Ivar de Waard    | O     | 4 giugno 1997    | Paesi Bassi          |
| 2  | Wessel Anker     | C     | 25 giugno 1990   | Paesi Bassi          |
| 3  | Jordan Peev      | P     | 23 giugno 1995   | Bulgaria             |
| 4  | Joris Marcelis   | O     | 10 dicembre 1984 | Paesi Bassi          |
| 5  | Shalev Saada     | S     | 1º maggio 1992   | Israele              |
| 6  | Peter Ogink      | S     | 19 marzo 1993    | Paesi Bassi          |
| 7  | Pim Kamps        | S     | 25 ottobre 1987  | Paesi Bassi          |
| 8  | Nikita Artamonov | P     | 22 marzo 1998    | Paesi Bassi          |
| 9  | Twan Wiltenburg  | C     | 20 gennaio 1997  | Paesi Bassi          |
| 10 | Rob Jorna        | S     | 3 ottobre 1992   | Paesi Bassi          |
| 11 | Jordi van Andel  | L     | 10 luglio 1999   | Paesi Bassi          |
| 12 | Steven MacDonald | C     | 26 giugno 1997   | Australia            |
| 14 | Samuel Shenton   | S     | 15 febbraio 1994 | Inghilterra          |

## Statistiche

### Statistiche dei giocatori
| Giocatore     | Coppa CEV | Coppa CEV | Coppa CEV | Coppa CEV | Coppa CEV |
| Giocatore     | P         | PT        | AV        | MV        | BV        |
| ------------- | --------- | --------- | --------- | --------- | --------- |
| W. Anker      | 2         | 20        | 10        | 9         | 1         |
| N. Artamonov  | 1         | 1         | 0         | 1         | 0         |
| I. de Waard   | 1         | 2         | 2         | 0         | 0         |
| R. Jorna      | 2         | 1         | 1         | 0         | 0         |
| P. Kamps      | 2         | 20        | 17        | 1         | 2         |
| S. MacDonald  | 2         | 0         | 0         | 0         | 0         |
| J. Marcelis   | 2         | 44        | 39        | 4         | 1         |
| P. Ogink      | 2         | 12        | 8         | 4         | 0         |
| J. Peev       | 2         | 7         | 3         | 1         | 3         |
| S. Saada      | -         | -         | -         | -         | -         |
| S. Shenton    | 2         | 1         | 1         | 0         | 0         |
| J. van Andel  | 2         | 0         | 0         | 0         | 0         |
| T. Wiltenburg | 2         | 19        | 10        | 8         | 1         |

P = presenze; PT = punti totali; AV = attacchi vincenti; MV = muri vincenti; BV = battute vincenti

NB: Non sono disponibili i dati relativi alla Eredivisie e alla Coppa dei Paesi Bassi